# Trinità che incorona la Vergine
La grande tela intitolata Trinità che incorona la Vergine opera di Giovan Battista Moroni, è conservata nella chiesa di sant'Alessandro della Croce, nella parte bassa della città di Bergamo, in via Pignolo, sulla controfacciata, sopra il portone di entrata della chiesa, in una posizione poco visibile.

## Storia
Non è presente negli archivi della diocesi di Bergamo la documentata storiografia del dipinto che venne realizzato nel 1576, la sua posizione poco privilegiata, essendo posto sulla controfacciata della chiesa di Sant'Alessandro della Croce e la sua riduzione nelle misure, lo hanno reso di difficile attenzione e studio. L'intervento di restauro eseguito nel 2008 ha rinvenuto e ridato alla tela i colori originali come pure la sua storia.
L'opera non era destinata alla chiesa alessandrina, bensì alla piccola chiesa della Santissima Trinità, posta vicina a quella di Santo Spirito. La chiesa era sede di due confraternite, quella dei disciplini bianchi di Maria Maddalena, e dei disciplini rossi della Santissima Trinità, confraternite entrambe soppresse durante l'occupazione napoleonica nel 1801,contemporaneamente la chiesa veniva adibita a magazzino militare, svuotata dagli arredi e demolita nel secolo successivo (1919). Ne rimangono a testimonianza alcune fotografie e qualche guida descrittiva ottocentesca che consentono di localizzare la sua primitiva posizione e di darne una possibile descrizione.
Lo storico Angelini fece una descrizione della chiesa nel suo Bergamo descritto del 1720 e indica la presenza del dipinto. La facciata principale aveva tre aperture d'accesso all'aula precedute da un protiro ad arco retto da colonne e l'interno è descritto ricco di pitture e di stucchi. Il presbiterio presentava tre cappelle di cui quella centrale con l'altare maggiore, di più grandi dimensioni. Sopra il presbiterio si trovava la sala riunione dei disciplini, e proprio sul muro che divideva i due locali era posizionata la grande tela: quadro grande del Morone. Nella chiesa erano presenti più dipinti di Lorenzo Lotto: la Trinità, una Madonna allattante e una Pietà, così come opere di altri artisti di cui molte andate perse.
(Giovanni Battista Angelini)

Una successiva descrizione di Andrea Pasta del 1775 meglio identifica la posizione dell'opera sopra l'arco trionfale: 
(Andrea Pasta - Le pittura notabili di Bergamo -  1775)
La chiesa venne acquisita dall'autorità cittadina dopo la soppressione della confraternita durante il periodo napoleonico e il dipinto venne comprato dal curato Giovanni Battista Conti, con l'intento di trattenere a Bergamo le opere delle chiese soppresse che altrimenti sarebbero finite all'Accademia di Brera di Milano o sul mercato dell'antiquariato, e trasferito, con altre opere d'arte, nella chiesa di Sant'Alessandro alla Croce, anche se questa tela, forse per le sue dimensioni, non risulta presente nell'elenco delle opere acquisite all'asta né inserita nell'elenco di quelle recuperate dal curato e neppure sul retro vi sono poste le sue iniziali, forse le tela venne destinata da subito alla sua posizione che dal 1809, anno in cui è morto il curato è la controfacciata della chiesa di Sant'Alessandro della Croce. Per la sua collocazione furono ridotte le misure sia sulle parti laterali che sul lato inferiore, lasciando intatta la parte superiore, probabilmente in questa modifica sono andate perdute sia la firma che la data dell'opera.

La tela fu indicata in questa sua nuova posizione nel 1820 da Giovanni Maironi da Ponte nella sua descrizione della chiesa e la segnala presente sulla controfacciata, sopra l'ingresso principale: 
(Maironi da Ponte - Dizionario Odeporico o sia Storico-Politico-Naturale della Provincia Bergamasca)
La tela venne quindi restaurata e riadattata alla nuova posizione rimuovendo la cornice del 1737, purtroppo facendone perdere una parte. Il restauro successivo avvenne solo nel 2008 con il contributo della fondazione Credito Bergamasco.

## Descrizione
La tela si presenta mancante della sua parte inferiore, questo è evidente controllando la tela sul retro dove il telaio diviso in tre sezioni, risulta di misura inferiore di almeno 60 centimetri nella terza, probabile la parte dove Francesco Tassi nel suo Vite de' pittori, scultori e architetti bergamaschi documenta presente la firma IO.BAP. MORONUS MDLXXVI, il restauro del 2008 ha potuto recuperare i venti centimetri che erano ripiegati sul retro ridandone l'originario colore.
La parte mancante rappresentava un paesaggio e copriva un ruolo fondamentale nella composizione scenica, il Moroni riprodusse quella che era un'incisione di Albrecht Dürer, cosa che il pittore aveva già fatto con altre sue opere, voleva rappresentare qualche cosa che fosse già conosciuto, qualche cosa che non suscitasse stupore ma famigliarità, anche se sicuramente l'artista, che vedeva presente nella chiesa la tela della Trinità del Lotto ne fece una rilettura delle sue opere, gli angeli che sollevano il pesante tendaggio aprendo la luce dorata il cielo dove è collocato il trio divino, ricordano la Pala di San Bernardino, lottesco è il gioco di luce e di ombre con questo gioco di putti che si confondono con le nubi, così come i tre angeli posti ai piedi della Vergine atti a compiere una melodia unica questa tra le rappresentazioni del Moroni.
L'artista aveva preparare la tela con un colore di base grigio in alcuni punti visibile a occhio nudo, alternando il colore successivo con parti rifinite e altre meno creando un movimento di colore, movimento che si vede anche nelle vesti con grandi pennellate veloci, putti svolazzanti dove ad alcuni è posto il perizoma sicuramente in una seconda lavorazione molto reali e credibili, compongono una scena naturalistica che contrasta con il grigio del fondo e il verde scuro del tendaggio sono il tono proprio della tela, della quale non vi è documentazione di schizzi preparatori e neppure la riflettografia ha rilevato scarse tracce di disegno, ma è nello studio del colore la costruzione dell'opera.

Se il Pasta nella sua pubblicazione ne esalta la pittura contrariamente nel 1793 lo storico dell'arte Luigi Antonio Lanzi ne contesta l'esecuzione indicandone i difetti. Questo portò alla considerazione che se il Moroni fu da sempre considerato un grande ritrattista, le sue opere d'arte sacra non ebbero il medesimo successo di critica. Anche nel 1953 Roberto Longhi nel catalogo della mostra I pittori della realtà descrive il quadro come insistere sulle sue prove di pittore sacro, e putare invece sui ritratti. Solo successivamente la critica dell'arte Mina Gregori nel suo studio dell'opera ne diede un giudizio maggiormente moderato. 
(Mina Gregori - GMedea Colleoni 1979)